# 김천소년교도소
김천소년교도소는 대한민국의 기결 소년범을 수용하기 위해 설치된 경상북도 김천시에 소재한 대구지방교정청 산하의 교도소이다.

## 연혁
- 1921년 대구감옥 김천분감으로 개소
- 1923년 대구형무소 김천지소로 개칭
- 1924년 김천소년형무소로 승격
- 1961년 김천소년교도소로 개칭
- 1981년 현재 위치로 이전

## 같이 보기
- 소년원